# Отвайлер
Отвайлер (нем. Ottweiler) — город в Германии, в земле Саар. Входит в состав района Нойнкирхен. Население составляет 15 320 человек (на 31 декабря 2006 года). Занимает площадь 45,51 км². Официальный код  —  10 0 43 115.
Город подразделяется на 5 городских районов.

## Фотографии

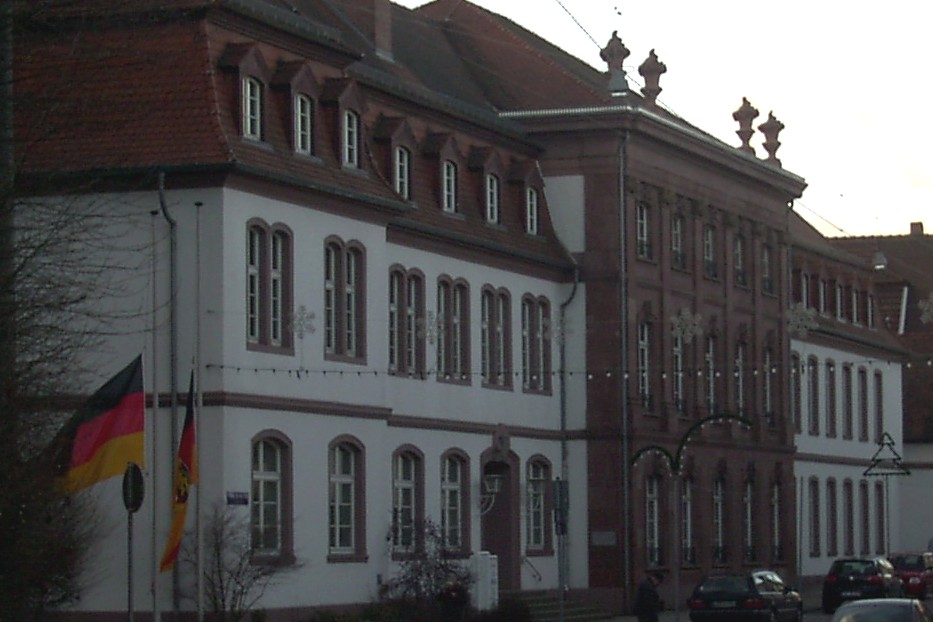
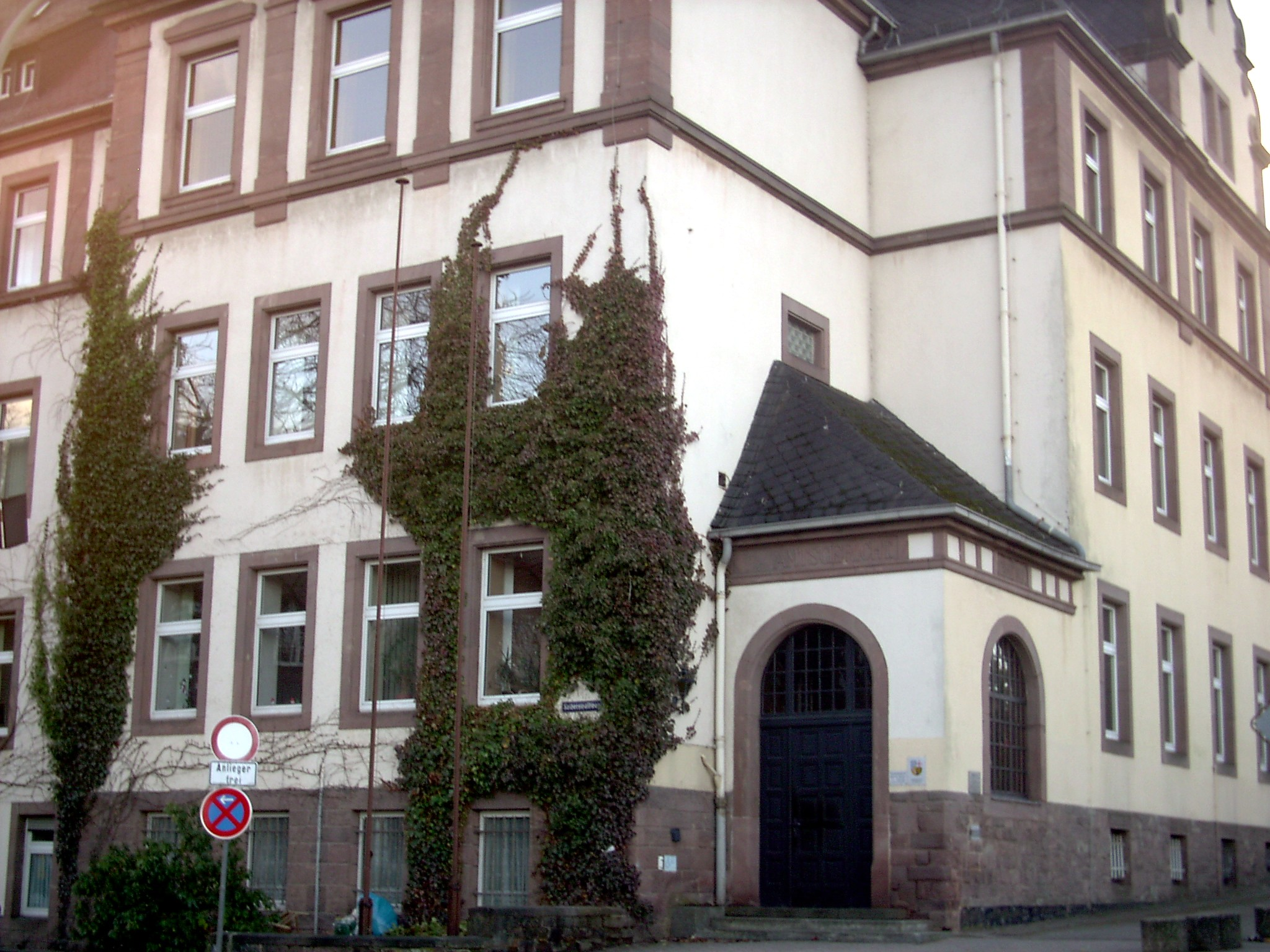
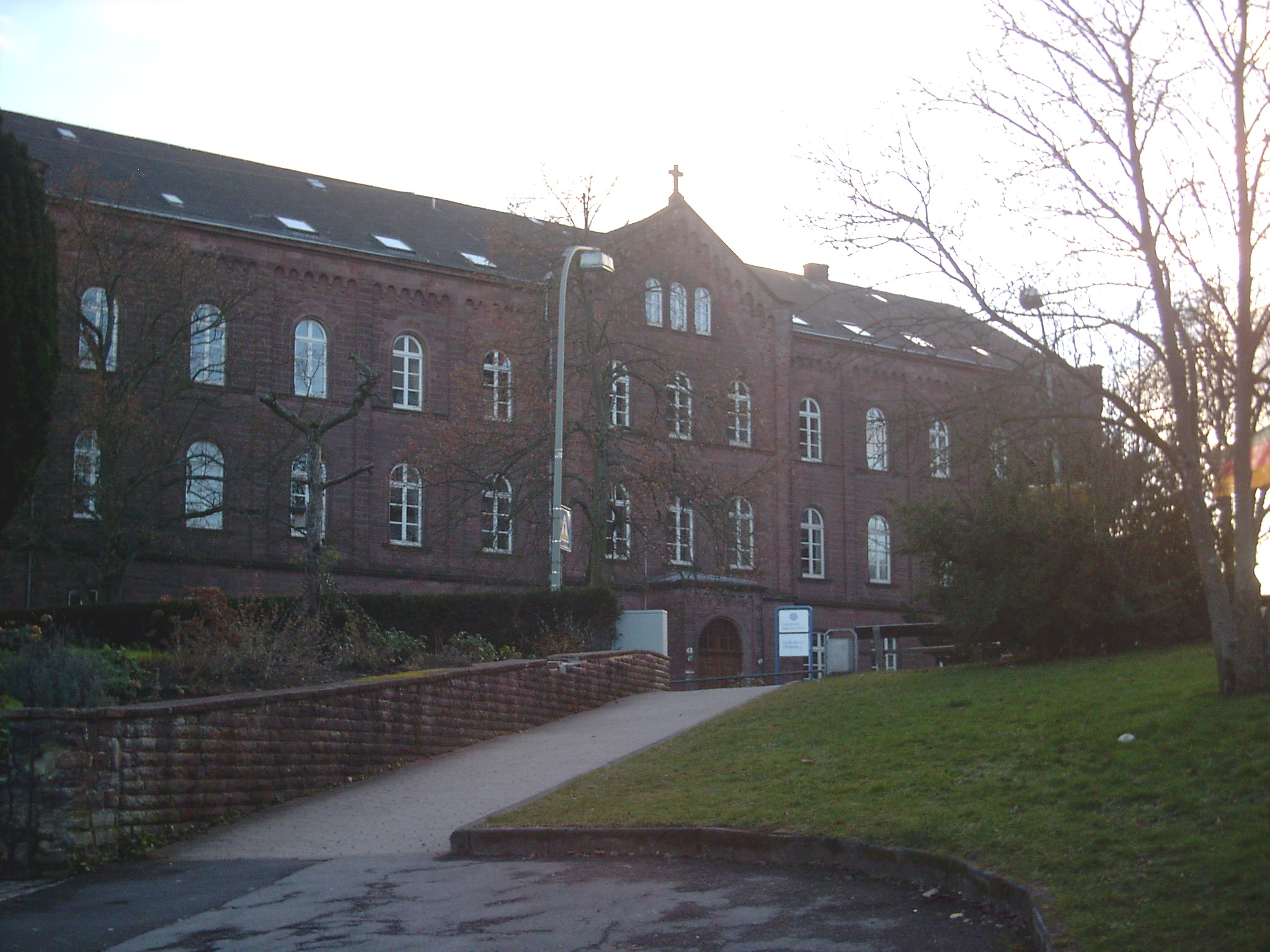
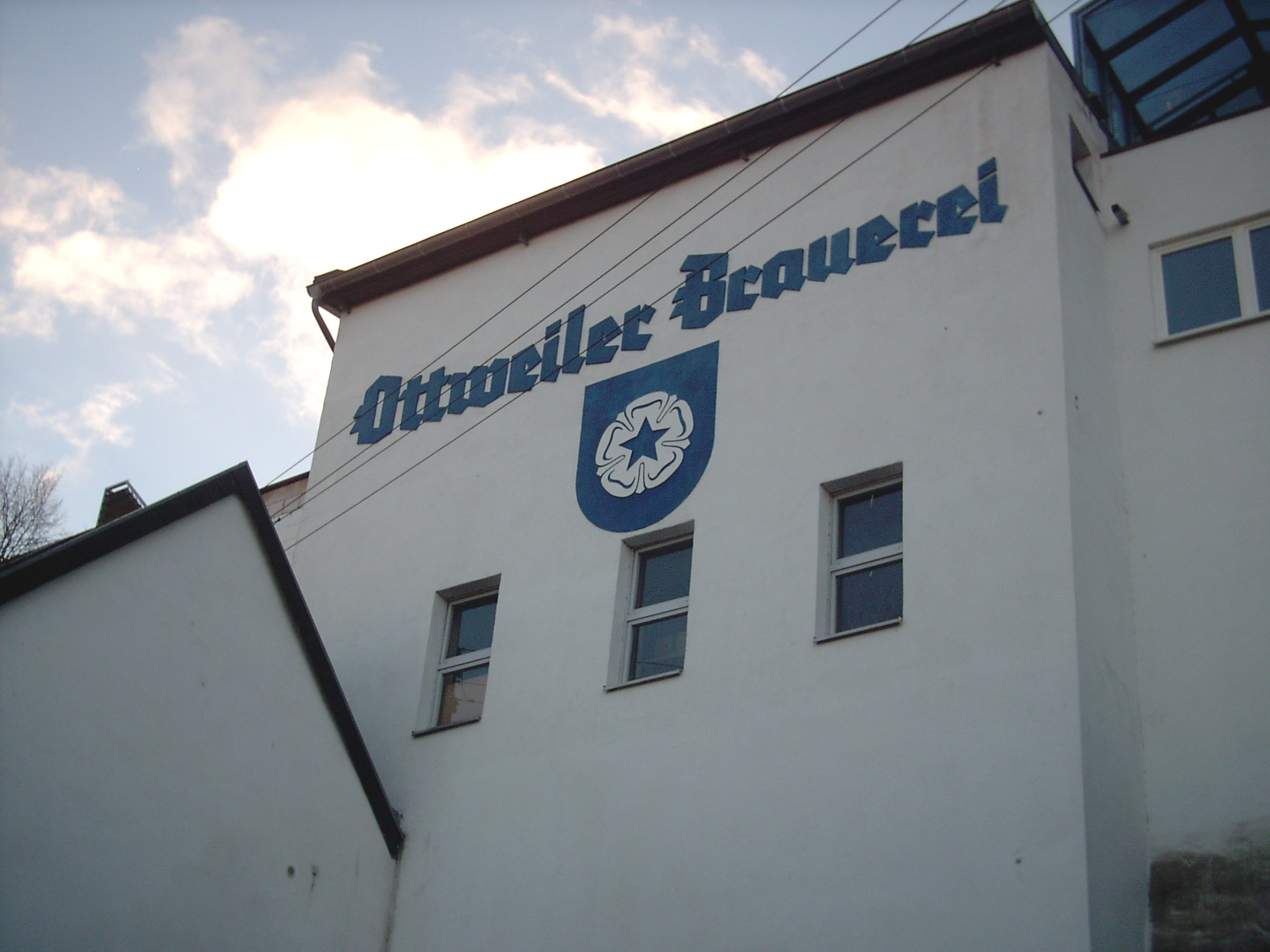